# Synagoga w Litomyšli
Synagoga w Litomyšli (cz. Synagoga v Litomyšli) – nieistniejąca synagoga, która znajdowała się w Litomyšli w Czechach.
Synagoga została wzniesiona w latach 1909–1910. Zburzono ją w latach 1968–1969. Dziś o jej istnieniu przypomina tablica pamiątkowa.